# دلشاد مريواني
دلشاد مريواني (28 آذار/مارس 1947-13 آذار/مارس 1989) هو شاعر وممثل وكاتب وكاتب أغاني ومخرج سينمائي عراقي، ولد في مدينة السليمانية في كردستان العراق في جمهورية العراق. وكذلك مؤرخ وناشط، أعدمته الحكومة العراقية[لماذا؟] خلال عهد صدام حسين في 13 آذار/مارس 1989.